# Kaszkowie
Kaszkowie (lub też Ludy Kaszka, Kaškowie [w jęz. prowincji Tabal albo Ludy Kasku]) – określenie żyjącego w epoce brązu plemiennego ludu nieznanego pochodzenia (być może spokrewnionego z Protohetytami), który zasiedlał górską Anatolię, a znany jest dzięki źródłom hetyckim. Kaszkowie zasiedlali górzyste tereny pomiędzy Morzem Czarnym a środkowym państwem hetyckim we wschodniej Anatolii. Źródła podają, że to z ich powodu późniejsze Imperium Hetyckie nigdy nie rozrosło się w tym rejonie na północ. Ludy Kaszka mogły wyprzeć plemiona władające językiem palajskim z ich rodzinnej osady w Pala.
Gdy Kaszkowie nie plądrowali sąsiednich krain oraz nie służyli jako wojska zaciężne, zajmowali się m.in. hodowlą trzody chlewnej i tkactwem-przędli wełnę, nie zostawiając prawie żadnych trwałych śladów na terenie, jaki zamieszkiwali.
Pierwsze wzmianki o Kaszkach pojawiają się w modlitewnych inskrypcjach z okresu panowania Hantiliego II (około 1450 r. p.n.e.) i mówią o zasiedleniu przez nich ruin świętego miasta Nerik. Podczas panowania syna Hantiliego, Tudhaliji II (panującego ok. 1430 r. p.n.e.), Trzecia wyprawa wojenna Tudhaliji była przeciwko Kaszkom. Jego następca, Arnuwanda I, kazał ułożyć modlitwę, która miałaby pomóc włączyć Nerik z powrotem do Imperium. Wspomniał on także o Kamamie i Zalpuwie, jako miastach, które niegdyś były hetyckie, ale ówcześnie znajdowały się w rękach Kaszków. Arnuwanda podejmował próby zmiękczenia niektórych plemion Kaszków poprzez daniny i uznawanie ich władców.
Znalezione w Maşat Höyük pomiędzy okresami panowania Arnuwandy I oraz Szuppiluliumy I (ok. 1330 r. p.n.e.) listy mówią o pladze szarańczy, jaka zaatakowała zboże na polach Ludu Kaszka. Głodni Kaszkowie byli w stanie zjednoczyć się z plemionami Hayasa-Azzi oraz Iszuwa, a także z innymi wrogami Hetytów, by zrównać z ziemią Hattusę, stolicę Imperium Hetyckiego. Prawdopodobnie spalili też drugą stolicę Hetytów, Sapinuwę. W połowie XIII wieku p.n.e. wnuk Szuppiluliumy, Hattuszili III, pisał, że w czasach sprzed panowania Tudhaliji, Kaszkowie uczynili Nenassę swą granicą, a ich sojusznicy – Hayasa-Azzi – zrobili to samo z Samuą.
W Listach z Amarny faraon Amenhotep III pisał do Tarhunta-Radu, króla ludu Arzawa, że kraj Hattusy zniknął z powierzchni ziemi. Następnie faraon prosił władcę Arzawy, by ten przysłał mu kogoś z Ludu Kaszka, o którym tak wiele słyszał. Kaszkowie służyli również w wojsku hetyckim jako najemnicy.
Tudhalija III, a po nim Szuppililiuma (ok. 1375-1350 r. p.n.e.) za swą stolicę obrali Samuę i stąd najeżdżali Hayasę-Azzi. Kaszkowie włączyli się do konfliktu, ale Szuppiluliuma zdołał ich pokonać, a następnie zaprowadzić pokój w całym regionie. Dzięki temu Hetyci mogli przygotować atak na Hayasę, którą zresztą również udało im się opanować, pomimo wyniszczających działań sabotażowych na tyłach. Wtedy około 12 plemion Kaszków zjednoczyło swe siły pod wodzą Pyjapilego, który jednakże nie mógł równać się z takim dowódcą jak Szuppiluliuma.
Tym samym, za sprawą Tudhaliji III i Szuppiluliumy I, Hattusa (historyczna kraina-matka Hetytów) wróciła pod panowanie Hetytów. Mimo to Kaszkowie ciągle dawali im się we znaki, zarówno za granicami państwa, jak i wewnątrz nich. Kaszkowie byli w stanie wystawić do boju do 9000 wojowników i 800 rydwanów.
W czasie słabnącej władzy Arnuwandy II (ok. 1323 r. p.n.e.), Hetyci martwili się, że Kaszkowie z Iszupity w ziemi Kammama spróbują wykorzystać epidemię dżumy w Hatti (Hattusie), by uzyskać samodzielność. By temu zapobiec, doświadczony dowódca hetycki Hanutti wyruszył do Iszupity, gdzie wkrótce zmarł. Iszupita następnie oderwała się od Hatti, a Arnuwanda zmarł niedługo potem.
Brat i następca Arnuwandy, Mursili II, w swoich rocznikach odnotowuje, że udało mu się zdusić rebelię w Iszupicie. Na przestrzeni kolejnych dziesięcioleci Kaszkowie wykazywali się aktywnością również w Durmicie, Tipiji, w pobliżu Góry Tarikarimu w krainie Ziharija oraz w pobliżu Góry Aszarpaja po drodze do Paly. Albo organizowali powstania, albo dopuszczali się kradzieży i aktów przemocy. Z początku Mursili II doraźnie tłumił każde powstanie Ludu Kaszka.
Następnie Kaszkowie się zjednoczyli po raz pierwszy – pod panowaniem Pihunija z Tipiji, który „rządził jako król”, jak donoszą hetyckie źródła. Pihunija podbił Istinę i dotarł z wojskiem aż do Zazissy. Mursili jednakże pokonał jego armię, a Pihuniję uwięził w Hattusie.
Potem Mursili przyjął strategię defensywną, opartą na pasie umocnień granicznych na północ od Devrez. Mimo to w początkach XIII wieku p.n.e., gdy na tronie Hatti zasiadał Muwatalli II, syn Mursiliego, Kaszkom udało się splądrować Hattusę. Muwatalii przestał rekrutować żołnierzy spośród Kaszków. Przeniósł też stolicę na południe, do Tarkuntaszy, a swego brata, który miał później przyjąć królewskie imię Hatusziliego III, uczynił zarządcą północnych prowincji. Bratu Muwataliego udało się pokonać Kaszków i odbić Nerik, a gdy już przejął we władanie Imperium Hetytów, przeniósł stolicę z powrotem do Hattusy.
Państwo Hetytów upadło u schyłku epoki brązu. W końcu XII wieku p.n.e. asyryjski król Tiglat-Pileser I odnotował aktywność Ludu Kaszka i ich sojuszników Ludu Muszki w rejonie dawnego centralnego państwa Hetytów. Tiglat-Pileser podbił obydwa ludy, po czym już żadna wzmianka o Kaszkach nie pojawiła się w historii.